# Thruxton (Hampshire)
Thruxton is een civil parish in het bestuurlijke gebied Test Valley, in het Engelse graafschap Hampshire.